# Schlacht von Rio de Janeiro (1711)
Carpi – Chiari – Cremona – Kaiserswerth – Lüttich – Landau (I) – Luzzara   – Santa Marta – Cádiz – Venlo – Friedlingen – Vigo – Schmidmühlen – Bonn – Krottensee – Ekeren – Höchstädt – Landau (II) – Speyerbach – Schellenberg – Gibraltar – Höchstädt – Vélez-Málaga – Landau (III) – Marbella – Cassano – Barcelona – Sendlinger Mordweihnacht – Aidenbach – Calcinato – Ramillies – Turin – Castiglione – Santa Cruz de Tenerife – Almansa – Kap Béveziers – Toulon – Lizard Point – Lille – Oudenaarde – Gent – Malplaquet – Mons – Almenar – Saragossa – Syrakus – Villaviciosa – Rio de Janeiro – Denain – Landau (IV) – Barcelona – Freiburg
Die Schlacht um Rio de Janeiro war der Auftakt einer mehrtägigen Besetzung der, nach Salvador, zweitwichtigsten Stadt des portugiesischen Vizekönigreichs Brasilien durch eine französische Flotte bzw. französische Landungstruppen unter dem Kommando des Korsaren René Duguay-Trouin im September 1711.

## Ausgangslage
Frankreich und Spanien befanden sich seit 1700 im Krieg gegen die übrigen europäischen Großmächte und Seemächte, u. a. gegen Großbritannien und dessen Verbündeten Portugal. An Land und zur See wechselten seitdem Siege und Niederlagen miteinander ab.
Genau ein Jahr zuvor, im September 1710, hatte bereits ein anderer französischer Korsar, Jean-François Duclerc, Rio angegriffen. Das Unternehmen war gescheitert, Duclerc starb im Mai 1711 in portugiesischer Gefangenschaft. Ein Ziel der Operation Duguay-Trouins war es, die restlichen französischen Gefangenen zu befreien und die schmachvolle Niederlage des Vorjahres auszuwetzen.

## Eroberung Rios
Mit einem Geschwader von 13 größeren Kriegsschiffen (Linienschiffen und Fregatten) mit fast 6.000 Mann Besatzung und über 700 Kanonen war Duguay-Trouin von Brest und La Rochelle aufgebrochen. Trotz einer britischen Warnung im August war das Erscheinen der Franzosen im Hafen von Rio am 12. September eine Überraschung. Der Gouverneur Francisco de Moraes de Castro hatte zwar im August seine Miliz zusammengerufen und die Kampfbereitschaft erhöht. Gerüchte über die Sichtung von Segeln vor Cabo Frio Anfang September hatten die Alarmbereitschaft weiter erhöht; dann aber am 11. September wurde die Miliz zurückgezogen. Das Geschwader der Franzosen fuhr direkt in die Bucht von Rio auf die dort vor Anker liegenden sieben portugiesische Kriegsschiffe zu. Der portugiesische Flottenkommandeur, Admiral Gaspar da Costa, konnte nichts anderes tun, als die Ankerseile kappen zu lassen und seine Schiffe in Bewegung zu setzen. Drei der Kriegsschiffe liefen auf Grund und wurden von den Portugiesen selbst zerstört, um ihre Eroberung zu verhindern. Ein viertes wurde von den Franzosen erobert und verbrannt. Die Besatzungen der Forts, die die Hafeneinfahrt säumten, waren nach dem Rückzugsbefehl vom Vortag unterbesetzt. Das Geschützfeuer der Forts fügte der französischen Flotte trotzdem einigen Schaden zu und forderte ca. 300 Tote, bevor die Schiffe sich zurückziehen konnten und außer Reichweite waren.
Nach dreitägigem Bombardement landeten die Franzosen 3.700 Mann, um die Stadt anzugreifen. Der Gouverneur von Rio, Castro-Morais, hatte die Stadt nach den Angriffen der Franzosen in den Vorjahren befestigt, aber die Verteidigung war sehr schwach und brach unter dem französischen Bombardement zusammen. Trotz einer Lagebesprechung am 21. September, in dem Moraes den Verteidigern der Stadt befahl, die Linien zu halten, begannen Teile der Milizen in der Nacht zu desertieren. Daraufhin begann eine allgemeine Flucht aus der Stadt. Auch der Gouverneur floh. Unter diesen ungeordneten Umständen brachen die französischen Gefangenen der Duclerc-Expedition aus dem Gefängnis aus. Die Stadt wurde erobert und gebrandschatzt.
Erst nach Meldungen über anrückende portugiesische Verstärkung zu Land und britische Unterstützung zur See sowie der Zahlung eines Lösegelds segelte Duguay-Trouins Flotte mit zahlreichen erbeuteten Handelsschiffen unbeschadet nach Brest zurück. Den Franzosen fielen die gesamten Jahreseinnahmen der ganzen Kolonie Brasilien in die Hände.